# SN 2003jn
SN 2003jn – supernowa typu Ia odkryta 22 października 2003 roku w galaktyce A022921-0902. W momencie odkrycia miała maksymalną jasność 20,80m.